# 活力歡騰
活力歡騰（英語：Harbour Master，來港前稱Market Town），是一匹曾在英國和香港出賽的已退役賽駒，來港後練馬師是約翰摩亞。

## 簡介
2015年2月3日，「活力歡騰」於1月28日的跑馬地草地第二班途程1800米勝出頭馬後，被是查出驗出懷疑使用禁藥吲哚美辛。其後於3月19日被取消頭馬資格。
2015年3月29日，莫雷拉策騎「活力歡騰」勝出香港三級賽精英碟。
2016年10月26日，莫雷拉策騎「活力歡騰」勝出第一班盃賽香港鄉村俱樂部挑戰盃。
2017年1月4日，潘頓策騎「活力歡騰」勝出國際三級賽一月盃。
2018年1月29日，「活力歡騰」宣告退役，正式結束其競賽生涯。
2019年4月25日，已告退役的「活力歡騰」作為拍跳馬，和馬王「美麗傳承」一起快跳，練馬師約翰摩亞更表示「活力歡騰」是馬王「美麗傳承」一流的操練夥伴。

## 在港勝出賽事全紀錄
| 比賽日期   | 賽事名稱             | 賽事班次 | 賽道 | 賽事路程 | 比賽馬場   | 名次 | 完成時間 | 騎師   |
| ---------- | -------------------- | -------- | ---- | -------- | ---------- | ---- | -------- | ------ |
| 26/03/2014 | 樂富讓賽             | 第三班   | 泥地 | 1800米   | 沙田馬場   | 1    | 1:48.24  | 莫雷拉 |
| 01/07/2014 | 樂行善行讓賽         | 第三班   | 草地 | 1800米   | 沙田馬場   | 1    | 1:48.80  | 莫雷拉 |
| 19/11/2014 | 日本中央競馬會錦標   | 第二班   | 草地 | 1650米   | 跑馬地馬場 | 1    | 1:39.72  | 莫雷拉 |
| 10/12/2014 | 非洲讓賽             | 第二班   | 草地 | 1800米   | 跑馬地馬場 | 1    | 1:48.66  | 莫雷拉 |
| 29/03/2015 | 精英碟               | HKG3     | 草地 | 1800米   | 沙田馬場   | 1    | 1:47.15  | 莫雷拉 |
| 22/05/2016 | 奔騰讓賽             | 第二班   | 泥地 | 1650米   | 沙田馬場   | 1    | 1:38.07  | 布文   |
| 26/10/2016 | 香港鄉村俱樂部挑戰盃 | 第一班   | 草地 | 1650米   | 跑馬地馬場 | 1    | 1:40.70  | 莫雷拉 |
| 04/01/2017 | 一月盃               | G3       | 草地 | 1800米   | 跑馬地馬場 | 1    | 1:49.83  | 潘頓   |

## 外部連結
- . 香港賽馬會. 2015-03-29  [2020-05-22]. （原始内容存档于2019-01-02）.
- . 香港賽馬會. 2016-10-26  [2020-05-22]. （原始内容存档于2019-01-02）.
- . 香港賽馬會. 2017-01-04  [2020-05-22]. （原始内容存档于2019-01-02）.